# 死角 オーバールック (小説)
死角 オーバールック（原題：The Overlook）は、アメリカのミステリー作家マイクル・コナリーによる18番目の長編小説であり、ロサンゼルスの刑事ハリー・ボッシュを主人公とする13番目の長編小説である。
本作は、2006年9月17日から2007年1月21日まで16回にわたりニューヨーク・タイムズ・マガジンに連載されたものが元になっており、連載終了後に大幅に加筆修正された上で長編小説として出版された。
ボッシュとレイチェル・ウォリングが、放射性物質によるテロ行為を防ぐべく捜査する1日を描いている。

## あらすじ
ロス市警の未解決事件捜査班に所属するボッシュに、ある夜上司ラリー・ギャンドルから電話で、多忙なハリウッド署殺人課に代わり、とある事件の捜査を依頼される。ボッシュは死体発見現場であるマルホランド・ダムの上の展望台に向かう。現地で元相棒のエドガーから事件捜査を引き継ぐ。被害者スタンリー・ケントは医師であり、近くにあったポルシェのトランクからは何かが持ち出された形跡があった。
その現場にレイチェル・ウォリングも現れる。実は1年半ほど前に病院から医療用セシウムが盗まれる事件があり、これがテロに使われる恐れもあったため、FBIが病院関係者に注意喚起して回ったことがあり、その際にウォリングはケントにも会っていたのだった。
ボッシュとウォリングがケントの自宅に行くと、そこではケント夫人が裸で縛られている。覆面の二人組が押し入ってきて彼女を縛って写真に撮り、その写真をケントにメールして展望台に呼び出した上で、拳銃を奪って立ち去っていた。ウォリングの相棒ジャック・ブレナーとボッシュがケントの立ち寄り先の病院に行くと、ケントによってセシウムが持ち出されていた。
ボッシュの相棒イグナシオ・フェラスは死体発見現場の近くで事件の目撃者を発見し、「犯人は二人組で、片方が発砲直前に「アラー」と叫んでいた」という証言を得る。
ボッシュらはテロ組織による犯行を恐れるが、ボッシュはあくまで殺人事件の捜査からアプローチし、犯人がケントを殺したのに夫人を殺さなかったことに疑問を抱く。ケントの自宅トイレではタバコの吸殻が見つかっていた。ボッシュとフェラスはケントの自宅を再び訪れ、コンセントが抜かれたデジタル時計や壁からポスターが剥がされた形跡などに気づく。
ケント夫人を縛り上げた犯人は夫人の車を奪っていたが、その車が日頃反米的な意見をマスコミで披露している人物の自宅前で見つかる。ロス市警の国家安全保障室はこの人物こそが真犯人であると確信して自宅に踏み込み、抵抗しようとしたこの人物を射殺してしまう。
ボッシュの元に同僚から電話が入り、病院に放射線を浴びた人が運び込まれてきたと伝える。ボッシュとウォリングが病院にかけつけた時には、その男は体の右側を被ばくして重体になっているが、テロリストというよりはむしろメキシコからの不法滞在者のようであった。ボッシュとウォリングは、この男が発見されたショッピングセンターの駐車場に行き、そこでキャンピングカーを発見する。その現場は殺人が起きた展望台の近くであった。その運転席で拳銃とヨガのポスターも見つける。そして、ボッシュはアームレストの中からセシウムの容器を見つけ、自分も被ばくしてしまったという恐怖に襲われる。それと同時に、この車の持ち主である廃品回収業者で、ゴミ箱に拳銃やセシウムが捨てられていたのを知らずに拾ってしまったことが明らかになる。そして、事件の正体がケント夫人による夫殺しであり、セシウムを盗んでテロリストの犯行に偽装したことが判明する。
そうだとすると共犯者がいたはずであり、それはセシウムとテロを結びつける知恵を付けられるFBI関係者をボッシュは疑う。ウォリングによると、1年半前にケントに注意喚起した際に彼女と同行していたのは、同僚のクリフォード・マクスウェルであった。ボッシュとウォリングがFBI本部に行くと、そこに連れてこられていたケント夫人が死亡しており、現場からマクスウェルが逃げ出す。マクスウェルはフェラスに怪我を負わせて逃走するが、ボッシュとウォリングに追い詰められ、自殺して果てる。
ボッシュは病院に運ばれるが、被ばく量は大したことがない。病院を訪れたウォリングに捜査要請の連絡が入ると、ボッシュは彼女とともに病院を抜け出す。

## 登場人物
ハリー・ボッシュ
ロサンゼルス市警殺人事件特別捜査班の刑事
レイチェル・ウォリング
FBI戦術諜報課の捜査官
イグナシオ・フェラス
ボッシュの相棒
ラリー・ギャンドル
ボッシュとフェラスの上司
ジャック・ブレナー
ウォリングの相棒
クリフォード・マクスウェル
ウォリングの同僚
スタンリー・ケント
医学物理士、殺人事件の被害者
アリシア・ケント
スタンリーの妻
ジェシー・ミットフォード
殺人事件の目撃者
ドン・ハドリー
ロサンゼルス市警国家安全保障室室長

## 制作
筆者コナリーは、連載中は1話3,000語の制限があったため、書くことを楽しめなかったが、連載終了後に単行本に書き直す作業は楽しかったと述べている。また、2006年に起きたロシア人アレクサンドル・リトビネンコのポロニウム中毒事件を参考にしていることも認めている。
ニューヨーク・タイムズ・マガジンに連載されたものを長編小説にするにあたり、ボッシュが直面する官僚的・政治的な障害をより複雑にしたり、連載には登場しなかった人物を追加したりしており、物語の舞台も2006年クリスマス前から2007年初頭に変更している。
本作のプロモーション用に約8分間の動画が作られた。ラリー・ムーアのイラストを背景に、本作からの引用をレン・キャリオーが朗読している。